# Sant Bartomeu del Grau
Sant Bartomeu del Grau ist eine katalanische Gemeinde (Municipio) mit 943 Einwohnern (Stand: 2024) in der Provinz Barcelona im Nordosten Spaniens. Sie liegt in der Comarca Osona. 

## Geographie
Sant Bartomeu del Grau liegt etwa 69 Kilometer nördlich von Barcelona in einer Höhe von ca. 905 m. 

## Demografie
| 1900 | 1930 | 1950 | 1970 | 1981 | 1991 | 2001 | 2011 | 2021 |
| ---- | ---- | ---- | ---- | ---- | ---- | ---- | ---- | ---- |
| 478  | 625  | 659  | 534  | 1034 | 1121 | 1106 | 909  | 918  |

## Sehenswürdigkeiten

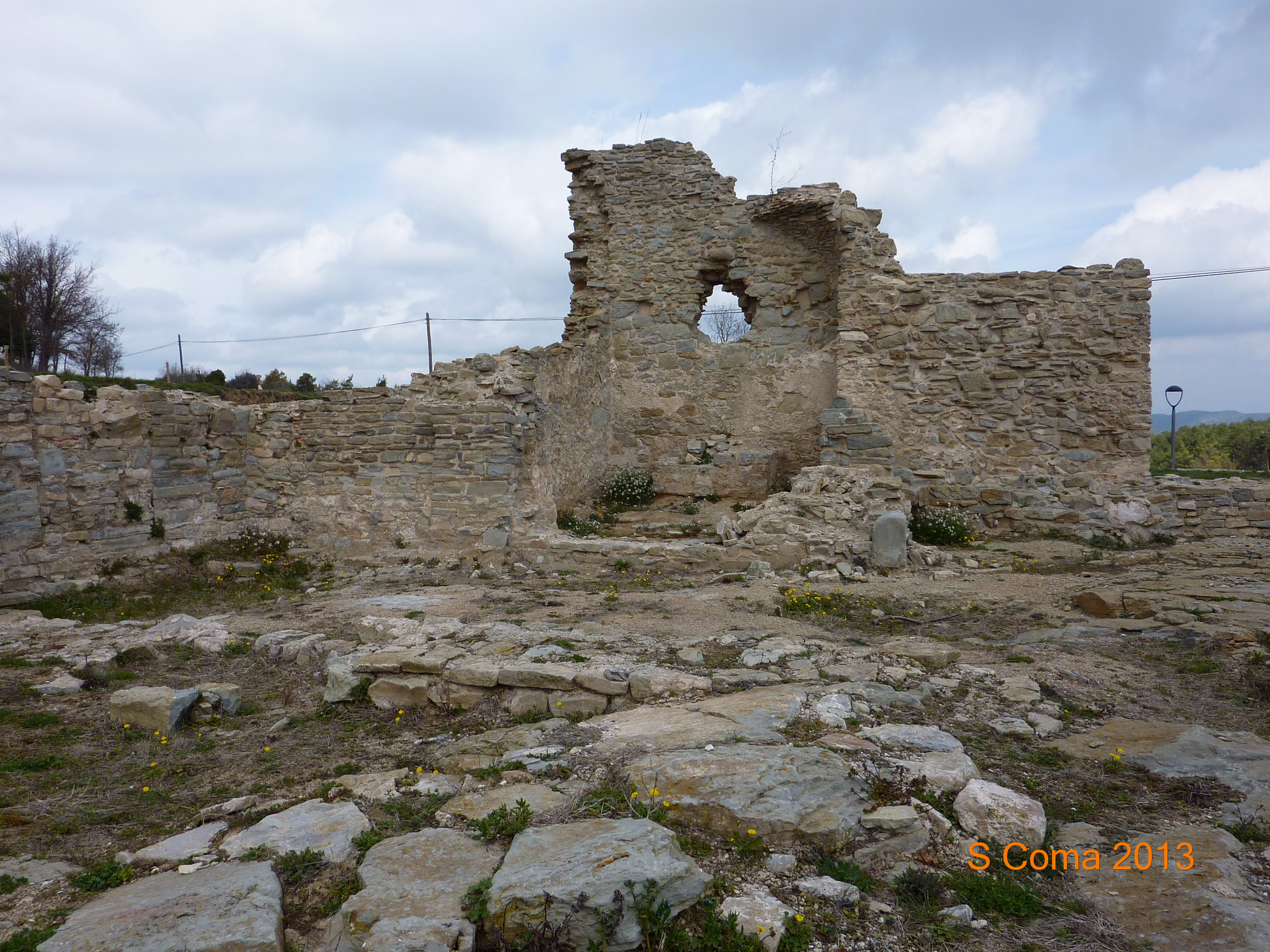
Kirchruine
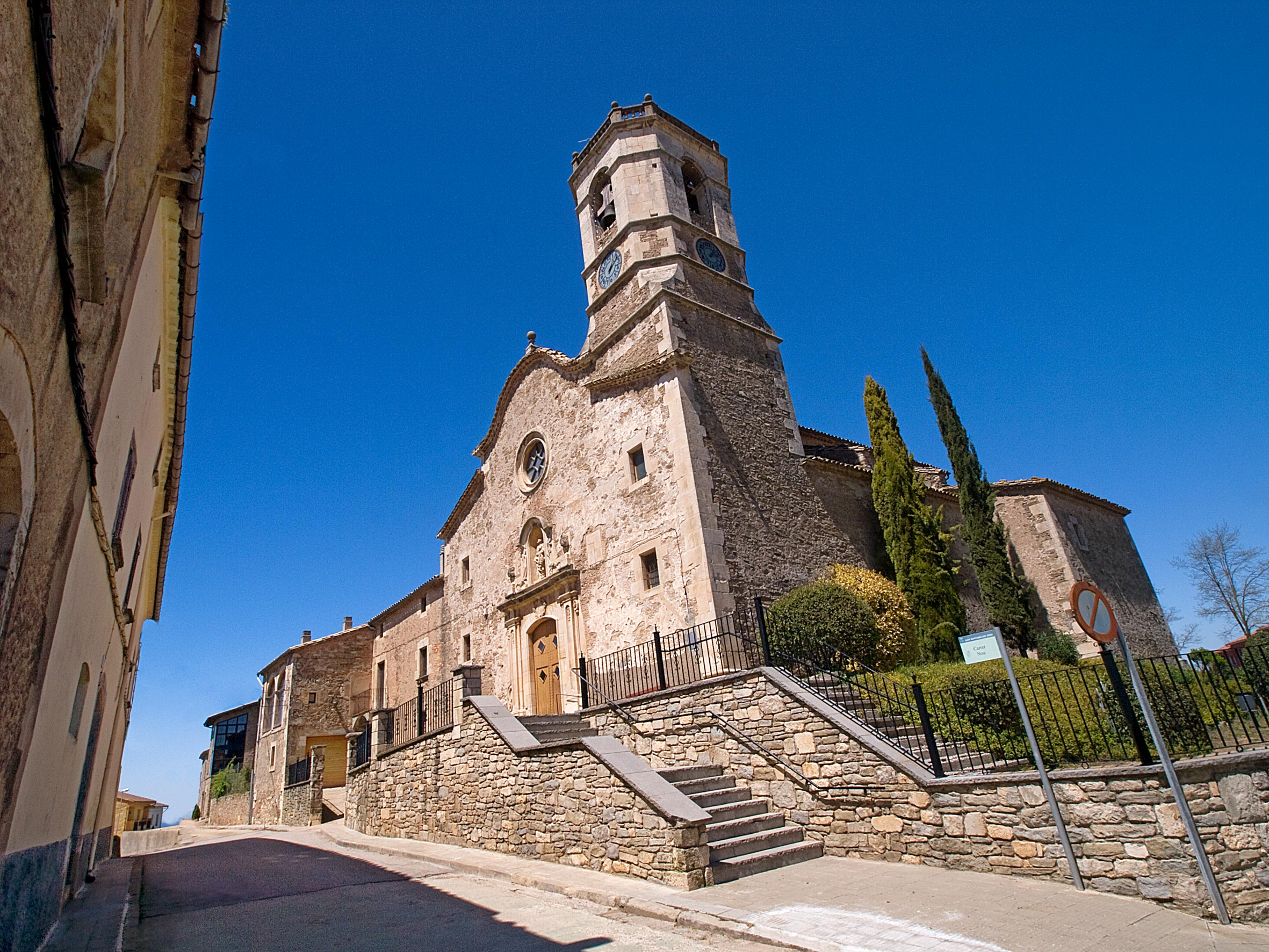
Bartholomäuskirche
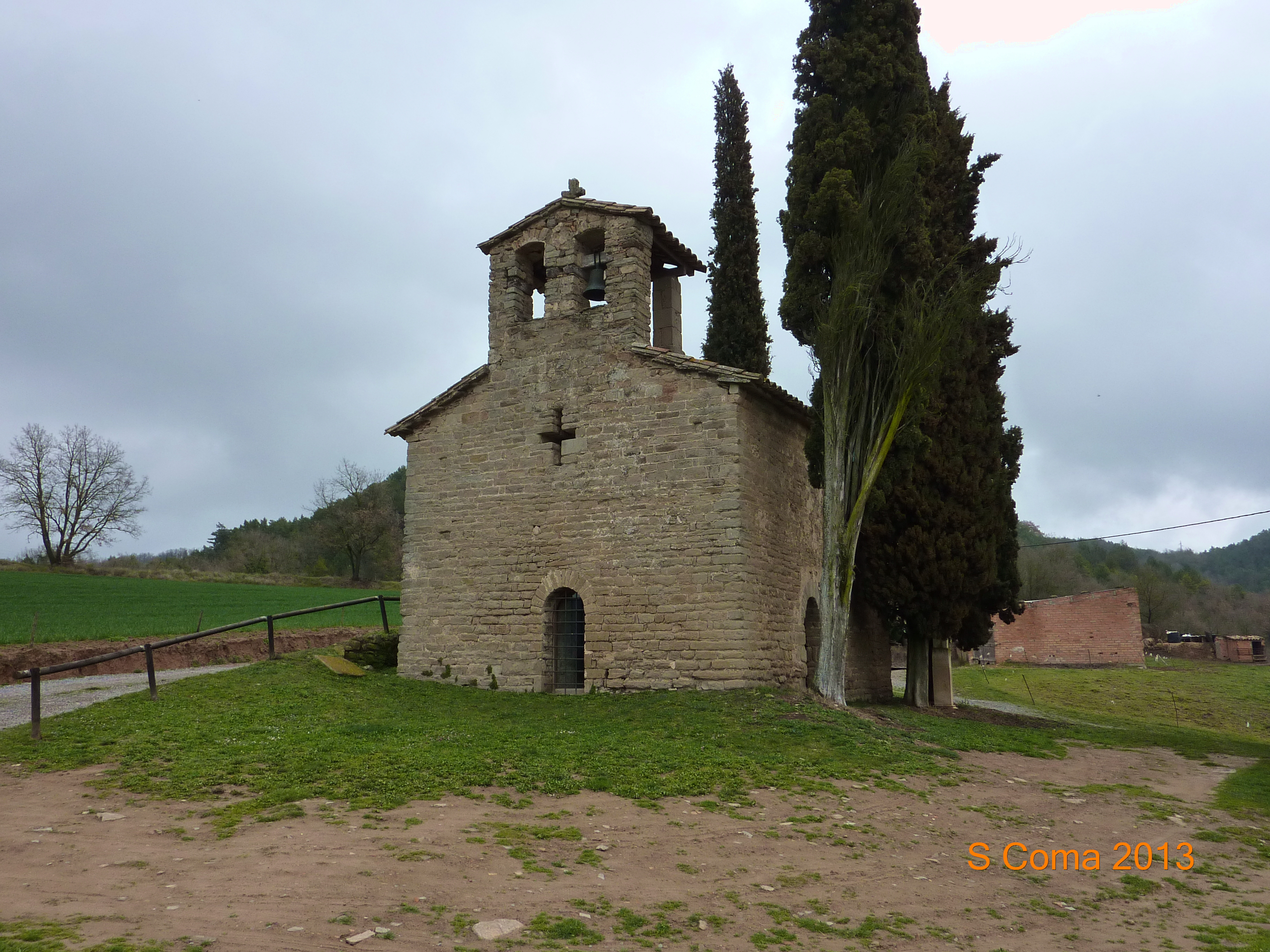
Jakobuskirche in Alboquers
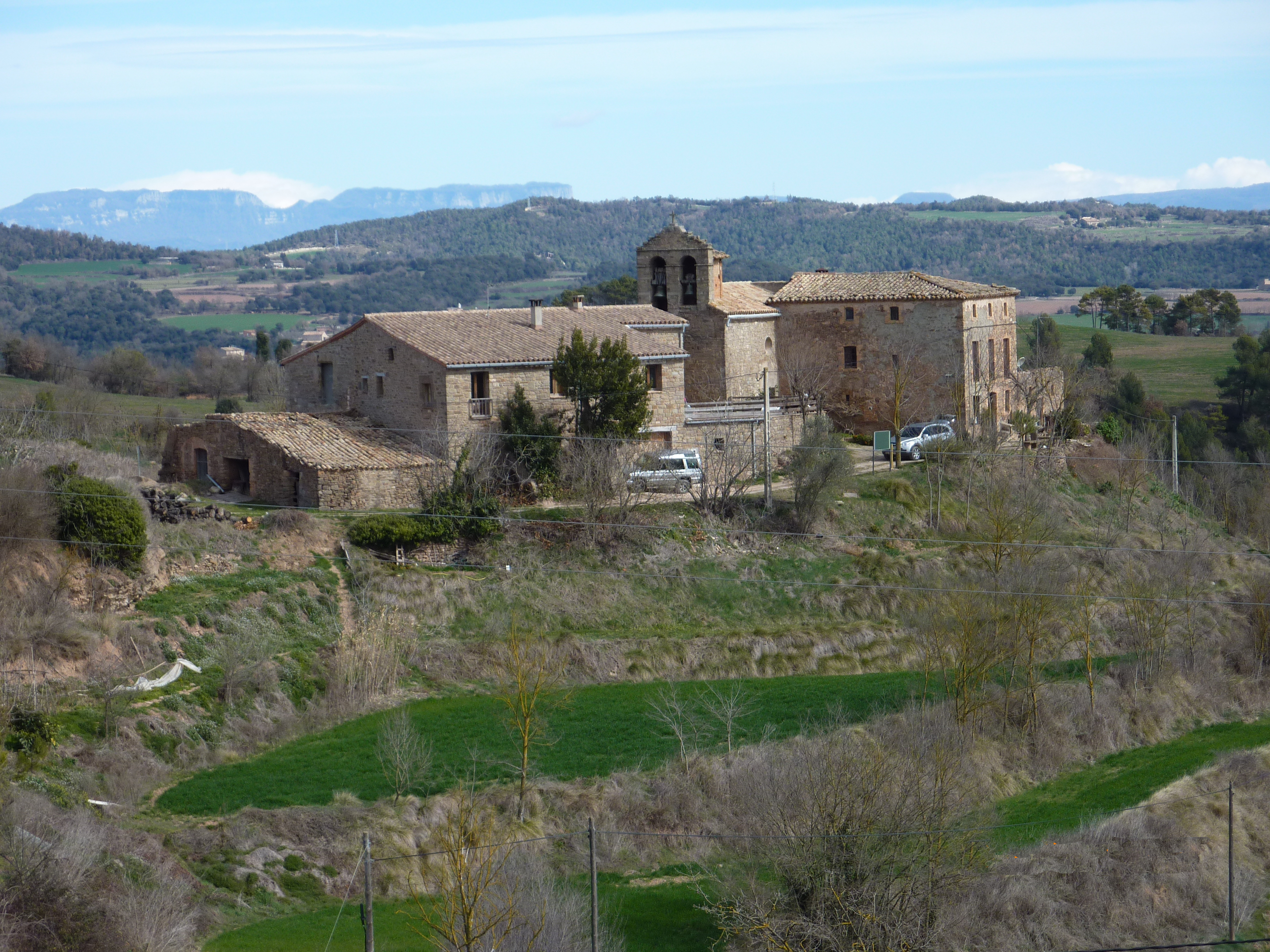
Jakobuskirche in Fenollet

- Kirchruine
- Bartholomäuskirche
- Jakobuskirche von Fenollet
- Jakobuskirche von Alboquers

## Persönlichkeiten
- Antoni Griera i Gaja (1887–1974), Romanist